# 1880 az irodalomban
Az 1880. év az irodalomban.

## Megjelent új művek
- Herman Bang dán író regénye: Haabløse Slægter (Reménytelen nemzedékek)[1]
- Fjodor Dosztojevszkij utolsó nagyszabású regénye: A Karamazov testvérek (Братья Карамазовы), 1879–1880, folytatásokban
- Theodor Fontane német író regénye: L'Adultera (A házasságtörő nő); folytatásokban: 1879–1880, könyv alakban: 1882
- Jens Peter Jacobsen dán író fő műve: Niels Lyhne, „a századvég Werthere, az elernyedt, fáradt szomorúság tökéletes kifejezője.”[2]
- Alexander Kielland norvég író regénye: Garman og Worse (Garman és Worse)
- Conrad Ferdinand Meyer híres novellája Thomas Becketről: Der Heilige (A szent)[3]
- Mihail Szaltikov-Scsedrin orosz író fő műve: A Galavljov család (Господа Головлёвы)
- Giovanni Verga olasz író novelláskötete: Vita dei campi (A mezők élete), benne a Parasztbecsület (Cavalleria rusticana), melyből Mascagni készített operát[4]
- Jules Verne: A gőzház [Az Acélelefánt] (La Maison a vapeur)
- Lewis Wallace Ben-Hur: A Tale of the Christ (Ben-Hur; Egy történet Krisztusról); a regényt többször megfilmesítették
- Émile Zola: Nana
- Les Soirées de Médan (Médani esték): a hat francia író egy-egy novelláját tartalmazó kötetben jelenik meg először Guy de Maupassant híres novellája, a Gömböc (Boule de Suif)

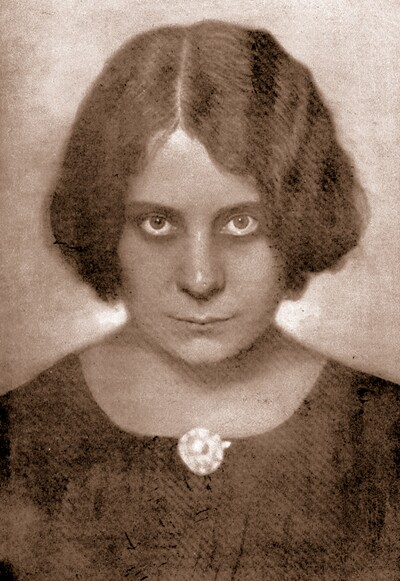
Kaffka Margit

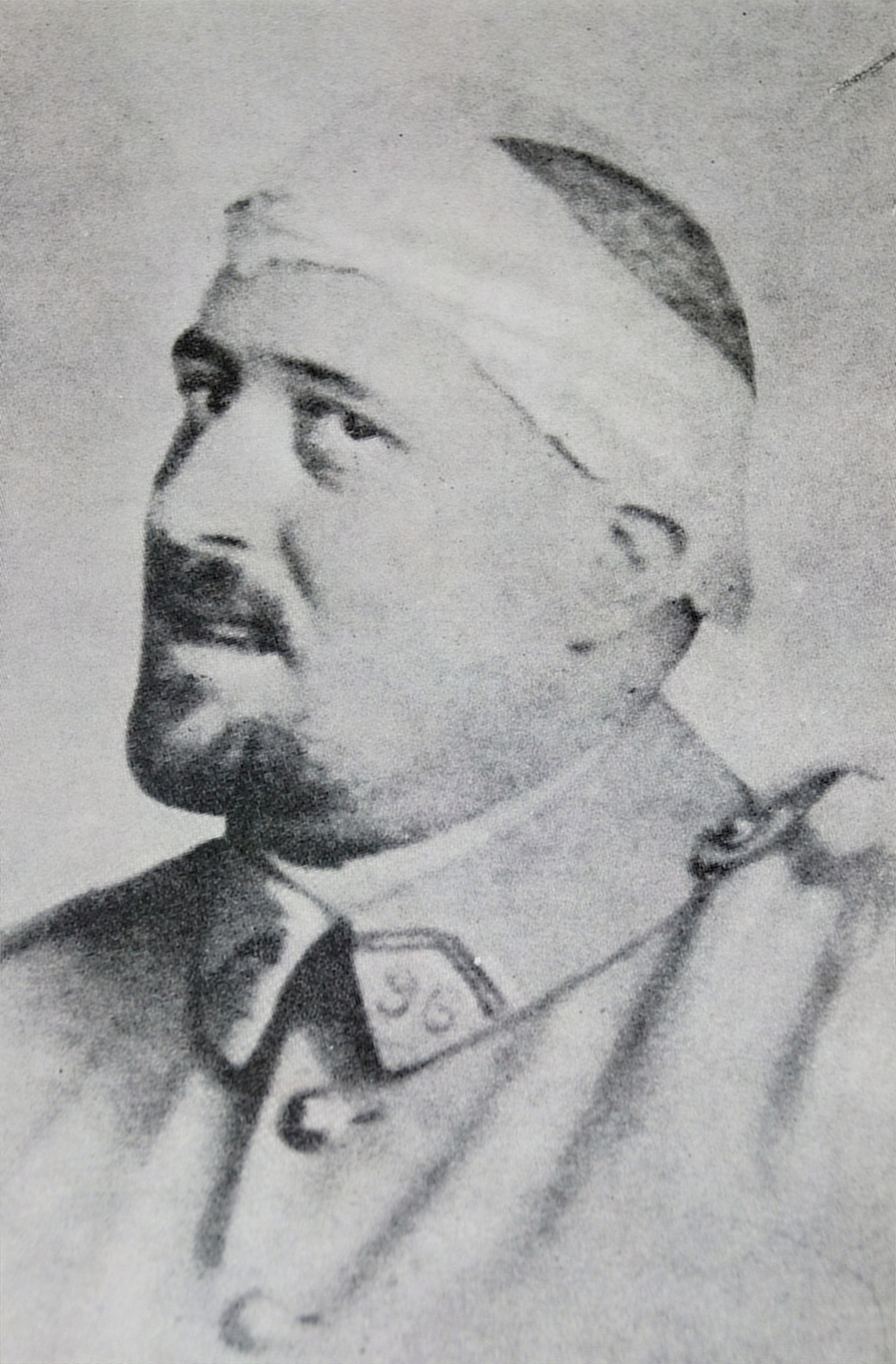
Guillaume Apollinaire

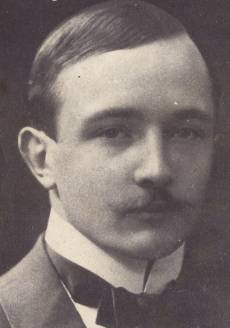
Robert Musil

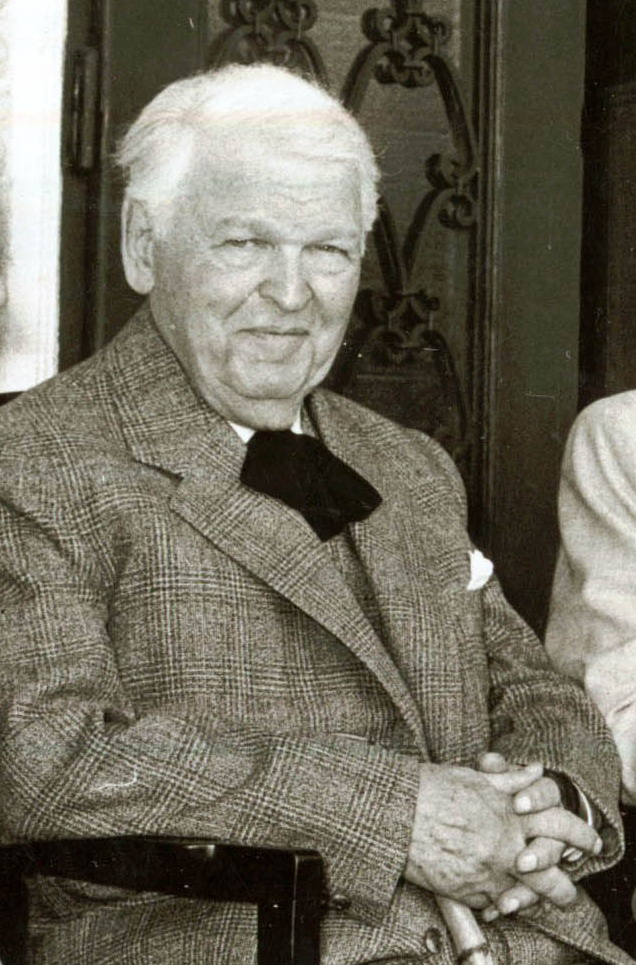
Mihail Sadoveanu

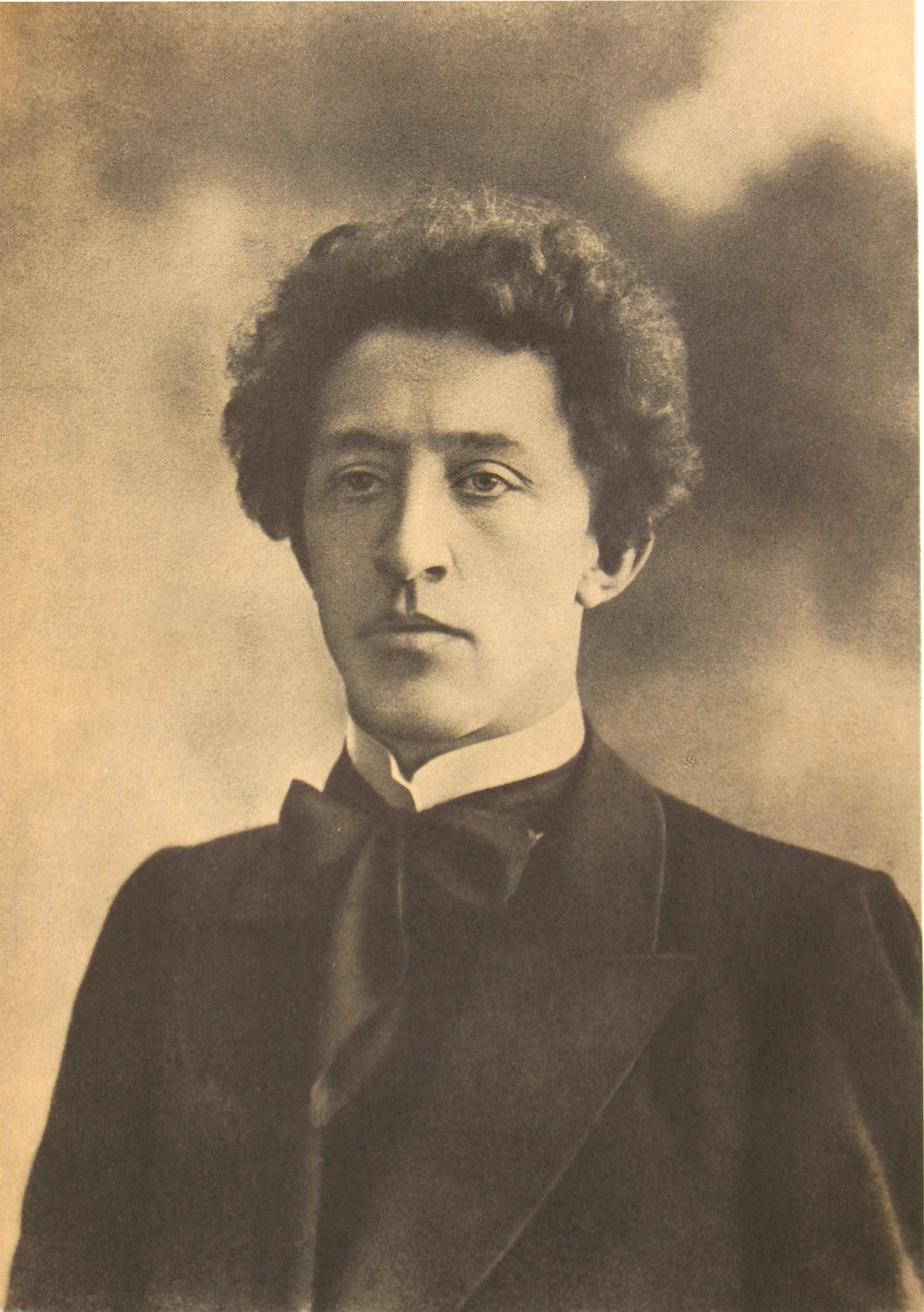
A. A. Blok

### Dráma
- Victorien Sardou (Émile de Najac-kal közösen írt) vígjátéka: Váljunk el (Divorçons!)

### Magyar nyelven
- Arany Jánostól megjelenik
  - Arisztophanész összes vígjátékainak fordítása: Aristophanes vígjátékai (három kötet)
  - Tengeri-hántás című verse (Árvízkönyv, szerk. Szász Károly)
- Gozsdu Elek regénye: Az arany hajú asszony
- Madách Imre összes művei (három kötet). Az író több jelentős drámája, köztük A civilizátor és a Mózes kéziratban maradt és csak ebben a kiadásban látott először napvilágot[5]
- Csiky Gergely korabeli témájú színdarabjait nagy sikerrel mutatja be a Nemzeti Színház:
  - január – A proletárok, színmű négy felvonásban. Ezzel nálunk is megszületik az ún. társadalmi dráma műfaja. (Az 1950-es évek elején Ingyenélők, később Mákvirágok címen játszották a darabot.)
  - október – Mukányi, vígjáték négy felvonásban
- Sophokles tragédiái, Csiky Gergely fordításában

## Születések
- január 10. – Manuel Azaña nemzeti irodalmi díjas spanyol író, politikus († 1940)
- január 12. – Lengyel Menyhért író, publicista, színműíró, forgatókönyvíró († 1974)
- március 30. – Seán O’Casey ír drámaíró, memoárszerző († 1964)
- május 21. – Tudor Arghezi román költő, prózaíró, műfordító, publicista († 1967)
- június 10. – Kaffka Margit író, költő († 1918)
- június 17. – Carl Van Vechten amerikai író és fényképész († 1964)
- augusztus 22. – Bíró Lajos író, forgatókönyvíró († 1948)
- augusztus 23. – Alekszandr Grin, a mágikus realizmus egyik első képviselője († 1932)
- augusztus 26. – Guillaume Apollinaire francia költő, író, kritikus († 1918)
- október 26. – Andrej Belij orosz író, költő, antropozófus, a szimbolizmus jelentős képviselője az orosz irodalomban († 1934)
- október 28. – Hatvany Lajos író, kritikus, lapszerkesztő, mecénás († 1961)
- november 5. – Mihail Sadoveanu román író, politikus  († 1961)
- november 6. – Robert Musil osztrák író, esszéíró, matematikus, filozófus és színikritikus († 1942)
- november 28. – Alekszandr Blok orosz költő, drámaíró, az orosz szimbolizmus meghatározó alkotója († 1921)

## Halálozások
- március 25. – Ludmilla Assing német írónő (* 1827)
- május 8. – Gustave Flaubert francia író, a lélektani regény egyik legnagyobb mestere (* 1821)
- december 22.– George Eliot angol írónő (* 1819)